# El soldado perdido
El soldado perdido o The Chinese Widow (en chino tradicional, 烽火芳菲), también conocida como In Harm's Way y The Hidden Soldier, es una película dramática de guerra china realizada en 2017 y dirigida por el director danés Bille August, protagonizada por Liu Yifei y Emile Hirsch. La película se estrenó en el Festival Internacional de Cine de Shanghái 2017 como la película de apertura y se estrenó el 10 de noviembre de 2017 en China continental.

## Trama
Jack es un piloto de la Fuerza Aérea estadounidense con la misión de llevar a cabo el primer bombardeo estadounidense en Tokio. Después de que la misión es exitosa, su avión se separa del resto del escuadrón debido al mal tiempo. Con poco combustible, se ve obligado a ir a la provincia china de Zhejiang. Debido al mal funcionamiento del piloto automático, se ve obligado a volar el avión manualmente mientras su tripulación se lanza en paracaídas y salta en el último momento antes de que el avión se estrelle. 
Al día siguiente, una viuda local llamada Ying descubre su cuerpo inconsciente y vive con su hija Nunu tejiendo seda. Ella lo esconde en una cueva cercana con la ayuda de su amiga de la infancia y jefe de la aldea, Kai. Poco después, el Ejército Imperial Japonés (que ya ha capturado y ejecutado al resto de la tripulación de Jack) viene en busca de Jack y captura la aldea, sosteniendo a Kai a punta de pistola para decir dónde se esconde el piloto. Kai se niega a hacerlo y es ejecutado. Nunu insiste en que Ying le diga lo que sabe a sus abuelos, pero Ying no lo hace, recordando el consejo de Kai de no contarlo a nadie. Al día siguiente, ella va a la cueva con algo de comida y al ver a Jack consciente, la deja allí y regresa rápidamente antes de que él pueda confrontarla. 
El ejército japonés envía patrullas de búsqueda en la jungla y Ying se ve obligada a llevar a Jack a su casa. Aunque distante al principio, Jack rápidamente se hace amigo de Nunu silbando Yankee Doodle. Jack puede transmitirle a Ying que tiene que ir a Chongqing, donde se encuentra la base del ejército estadounidense. Ella lo esconde en el sótano, mientras busca la forma de contactar con la guerrilla china para conseguirle un pasaje seguro. Un día, mientras Nunu está en la escuela, el capitán japonés Shimamoto entra en la casa de Ying e intenta violarla, solo para que Jack le dispare en la cabeza. Esconden el cuerpo en el sótano y mientras Jack consuela a Ying, forman un vínculo íntimo. 
En la escuela, Nunu silba accidentalmente Yankee Doodle, lo cual es notado por su maestro. Luego, el maestro se apresura a la casa de Ying con Nunu y al enfrentarse a Jack, revela que está con la guerrilla china. Cuando Jack le muestra el cuerpo del capitán, les dice a Ying y Nunu que escapen junto con Jack, ya que el ejército japonés los ejecutará una vez que se enteren. Mientras escapan, los japoneses descubren el cuerpo y persiguen al grupo después de incendiar el pueblo. Eventualmente los alcanzan y disparan y el maestro se queda con unos pocos guerrilleros para frenarlos, solo para ser asesinados mientras matan a algunos de vuelta. Como el grupo está a solo unos metros del bote de escape, un francotirador le dispara en el pecho. Devastado, Jack mata al francotirador y apenas escapa con Nunu y el resto de la guerrilla. 
En Chongqing, informa al general Jimmy Doolittle, y también expresa su deseo de adoptar a Nunu. El general lo rechaza diciendo que Jack no puede ser un soldado y su padre al mismo tiempo. En cambio, Nunu será entregada a una familia china que vive en Los Ángeles. Jack acepta a regañadientes y le dice a Nunu un adiós entre lágrimas. 50 años después, un anciano Jack escribe una carta a una Nunu adulta diciendo que estaba realmente enamorado de su madre y que a pesar de extrañarla todos los días, ha llegado a la paz consigo mismo. 

## Reparto
- Liu Yifei como Ying.
- Emile Hirsch como Jack.
- Li Fangcong como Nunu.
- Yan Yikuan como Kai.
- Yu Shaoqun como profesor.
- Tsukagoshi Hirotaka como Capitán Shimamoto.
- Vincent Riotta como Jimmy Doolittle.
- Gong Hanlin como el suegro de Ying.
- Jin Zhu como suegra de Ying.
- Gallen Lo como Capitán Xu.
- Gong Tiankuo como Teniente Sun.
- Shu Yaoxuan como vendedor ambulante.
- Vivian Wu como Nunu anciano (el personaje no apareció en el corte final de la película, pero recibió un reconocimiento especial).

## Lanzamiento
La película se estrenó en China (10 de noviembre de 2017), Estados Unidos (2 de noviembre de 2018), España (7 de noviembre de 2018) y Francia (14 de noviembre de 2018). En Francia, la película fue lanzada con un título alternativo en inglés: The Lost Soldier.

## Premios y nominaciones
- Nominado - Golden Goblet Award al mejor largometraje.